# Entalhe

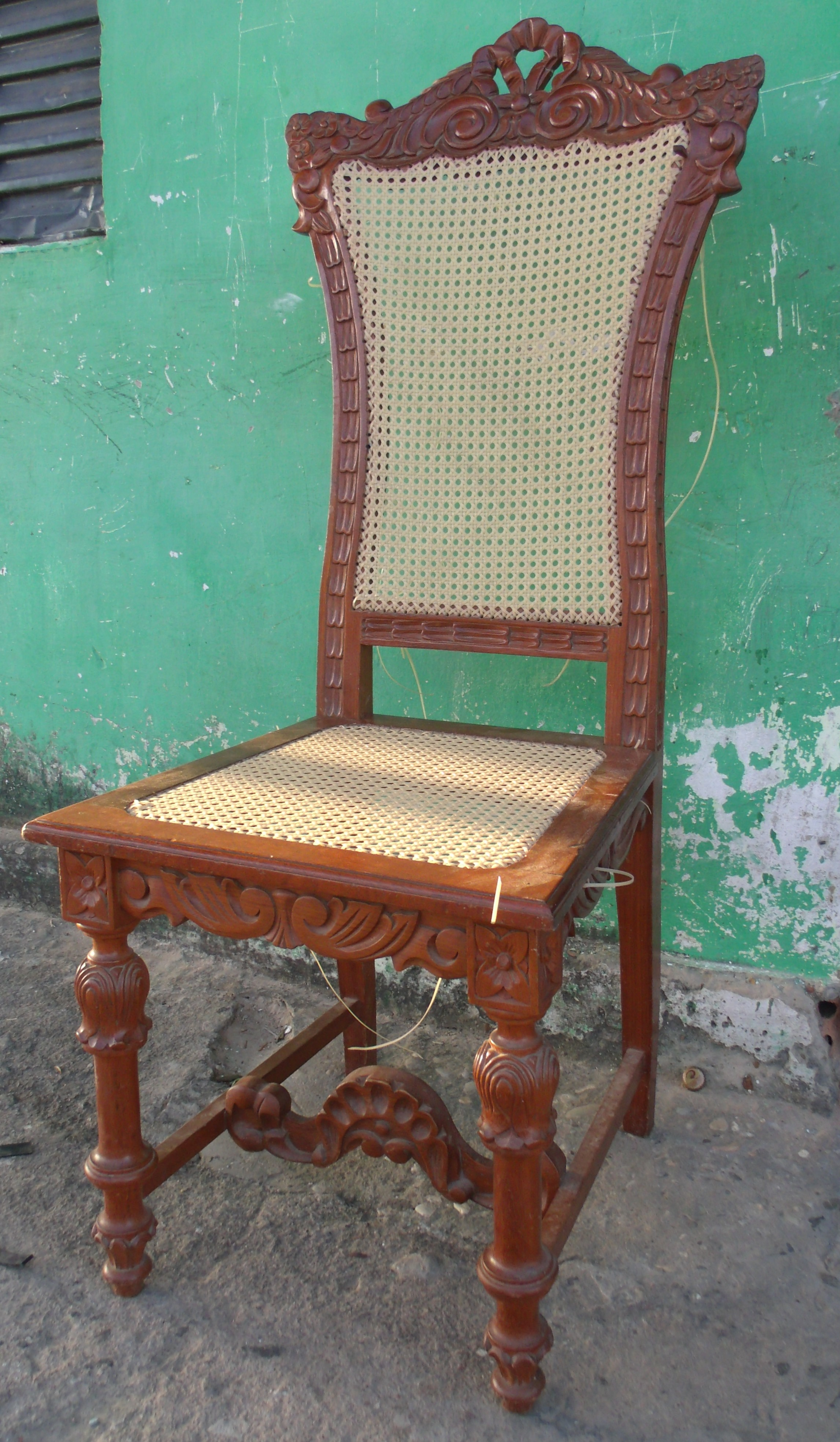
Cadeira feita com madeira entalhada.

Entalhe ou talha em marcenaria, é a arte de cortar ou entalhar a madeira. A grande variedade disponível de cores da madeira, desde o branco quase tão claro quanto o marfim, até o negro acetinado da castanheira e do ébano, pode ser explorada com resultados formidáveis. O entalhe é uma arte amplamente conhecida, tendo atualmente sua melhor expressão na África e Oceania. Na Europa, pouco sobrou das obras da Antiguidade, mas, no final da Idade Média, foi grande o florescimento dessa arte. No interior das igrejass medievais, a habilidade dos entalhadores era apresentada nas belíssimas cadeiras de coro, bancos, telas, púlpitos e estantes para leitura.
Entalhe em madeira é o trabalho artesanal com o propósito de dar vida a um determinado desenho, transformando-o em alto-relevo. As madeiras mais usadas são as madeiras moles, que são de mais fácil manuseio com ferramentas cortantes. Usam-se, para a confecção do trabalho, ferramentas encontradas no mercado, mas muitas outras o artesão precisa fabricar conforme sua necessidade. Dentre as encontradas no mercado, estão os jogos de formões compostos por 6 peças, 12 peças, e peças avulsas; são goivas, formões, ferra canto e outras peças. Ao contrário da xilogravura, onde é feito um entalhe plano, isto é, um baixo-relevo, o alto-relevo deve ser bem pronunciado, envelhecido com betume ou extrato de nogueira para formar a pátina, dando, assim, maior plasticidade ao trabalho.

## Tipos de madeira utilizada
O mogno e a madeira da imbuia e de algumas árvores frutíferas são madeiras boas para principiantes; pode-se também utilizar uma prateleira ou pé de um móvel velho, depois de tirado o verniz ou polimento.

### Madeiras mais macias
Cedro, jaqueira, piqui, Pinus, eucalipto. As madeiras macias são difíceis de cortar com precisão.

### Madeiras mais duras
Paraju, angelim-pedra, macanaúba, cerejeira, mogno (muito rara).